# كول ديكرسون
كول ديكرسون (بالإنجليزية: Cole Dickerson)‏ مواليد 19 أكتوبر 1991 في فيدرال واي، هو لاعب كرة سلة أمريكي. بدأ مسيرته الاحترافية في سنة 2014. يلعب في الدوري المجري لكرة السلة. يحمل الرقم 25. يبلغ طوله 6 قدم 7 بوصة (2.0 م). لعب مع نادي دن هيلدر لكرة السلة في الدوري الهولندي لكرة السلة ونادي مورنار بار لكرة السلة في دوري أبطال أوروبا لكرة السلة.

## الإنجازات
- كأس المجر لكرة السلة: 2016

## روابط خارجية
- كول ديكرسون على موقع كرة السلة الأوروبية.كوم (الإنجليزية)
- كول ديكرسون على موقع كلية كرة السلة في سبورتس رفرنس.كوم (الإنجليزية)
- كول ديكرسون على موقع ريلجم (الإنجليزية)
- كول ديكرسون على موقع بروبوليرز (الإنجليزية)